# Finlandia (poema sinfonico)
Finlandia (op. 26 n. 7) è un poema sinfonico di Jean Sibelius, composto nel 1899 per celebrare l'indipendenza del Granducato di Finlandia dalla Russia.
Esso, vista l'importanza della circostanza in cui fu composto, divenne un simbolo dell'irredentismo nazionale.

## Struttura
Si compone di un unico movimento suddiviso in diverse sezioni; quella iniziale è particolarmente impetuosa e dai toni cupi, ne segue una più ritmica e solenne, mentre verso la fine compare una melodia lenta in seguito divenuta molto famosa e ribattezzata Finlandia-hymni. Per questa melodia sono state scritte delle parole per opera dello scrittore Veikko Antero Koskenniemi nel 1941. Per la bellezza e la popolarità acquisita da tale inno, nel 2001 il parlamento finlandese ha presentato una mozione per trasformarlo in inno nazionale (che attualmente è Maamme), anche se la richiesta è stata poi respinta.

## Fortuna di Finlandia
Nel corso del tempo i temi contenuti in "Finlandia" sono stati utilizzati in diversi modi: la melodia del Finlandia-hymni è stato utilizzato per vari inni cristiani (inglese: Be Still, My Soul, italiano: Veglia al mattino) ed è stato per breve tempo l'inno della repubblica indipendente del Biafra (Land of the rising sun).